# Земельне антифашистське віче народного звільнення Хорватії

Герб Державної антифашистської ради народного визволення Хорватії

Герб Федеральної Держави Хорватія

Прапор Федеральної Держави Хорватія

Державна антифашистська рада народного визволення Хорватії (хорв. Zemaljsko antifašističko vijeće narodnog oslobođenja Hrvatske, ZAVNOH), ЗАВНОХ — найвищий керівний орган (багатопартійне об'єднання)
 антифашистського національно-визвольного руху в Хорватії під час Другої світової війни. Вважається носієм хорватської державності. На своєму останньому засіданні змінила назву на «Народний парламент Хорватії» (хорв. Narodni sabor Hrvatske).

## Сесії

### Ініціативний комітет
Підготовка до заснування ЗАВНОХ розпочалася 5 грудня 1942 року, коли представники Хорватії в Антифашистській раді народного визволення Югославії просили окружні ради делегувати членів майбутнього Ініціативного комітету Державної антифашистської ради народного визволення Хорватії. Після призначення делегатів 1 березня 1943 року в селі Понор поблизу Корениці в хорватській області Ліка було засновано Ініціативний комітет.

### 1-ша сесія
Проведена 13 червня (в Оточаці) та 14 червня 1943 року (у Плитвицьких озерах) як установча сесія ЗАВНОХ. На ній Владимира Назора було обрано головою. ЗАВНОХ прийняв «Прокламацію народам Хорватії» (хорв. Proglas narodima Hrvatske) та «Резолюцію» (більш відому як Плитвицька резолюція). У резолюції зазначено, що ЗАВНОХ є найвищим політичним органом антифашистського руху в Хорватії. Для виконання своїх завдань між сесіями було обрано Виконавчий комітет (хорв. Izvršni odbor) у складі 11 осіб.
Як представник Союзницького командування на установчій сесії був присутній майор Вільям Джонс (на псевдо «Лоуренс Югославії»). У роботі сесії також узяла участь представниця Визвольного фронту словенського народу Яна Єрней.

### 2-га сесія
Друга сесія відбулася 12—15 жовтня 1943 р. у Плашках. На ній було обрано Виконавчий комітет у складі 15 членів та було затверджено рішення Виконавчого комітету ЗАВНОХ, ухвалене 20 вересня 1943 року. Було прийнято «Положення про внутрішню організацію і роботу ЗАВНОХ», а також засновано Секретаріат ЗАВНОХ, який керував хорватськими справами як фактичний уряд.
На Другій та Третій сесіях було визнано всебічну рівність сербської та хорватської націй як державотворчих народів Федеральної Держави Хорватія.

### 3-тя сесія
Третя сесія відбулася 8 і 9 травня 1944 року в Топуському. Вона іноді іменується «Сабором у Топуському» (хорв. Sabor u Topuskom). Сесія оформила утворення Федеральної Держави Хорватія. Щойно прийнятими «Правилами внутрішнього розпорядку ЗАВНОХ» розпущено Виконком та утворено Президію ЗАВНОХ у кількості 31 члена. На цій сесії було схвалено таке:
- Відрядити хорватських делегатів на 2-гу сесію Антифашистської ради народного визволення Югославії, уповноваживши їх представляти там Хорватію
- Проголосити ЗАВНОХ найвищим законодавчим і виконавчим органом влади Федеральної Держави Хорватія
- Декларацію основних прав народів і громадян Федеральної Держави Хорватія:
  - Хорватський і сербський народи в Хорватії рівні в усьому. Національні меншини в Хорватії матимуть гарантовані права людини.
  - Усі громадяни Хорватії рівні перед законом, незалежно від їх національності, раси та віросповідання
  - Жінки мають такі самі права, як і чоловіки
  - Кожному громадянину гарантовано особисту і майнову безпеку. Право власності та приватні ініціативи гарантуються.
- Рішення про структуру та діяльність Національно-визвольних комітетів і про представницькі органи у Федеральній Державі Хорватія
- Правила внутрішнього розпорядку ЗАВНОХ

### 4-та сесія
- Завершальна сесія відбулася 21 серпня 1945 в Загребі (у будинку хорватського парламенту). На ній ЗАВНОХ перейменувався на Народний Сабор Хорватії.

## Діяльність між сесіями

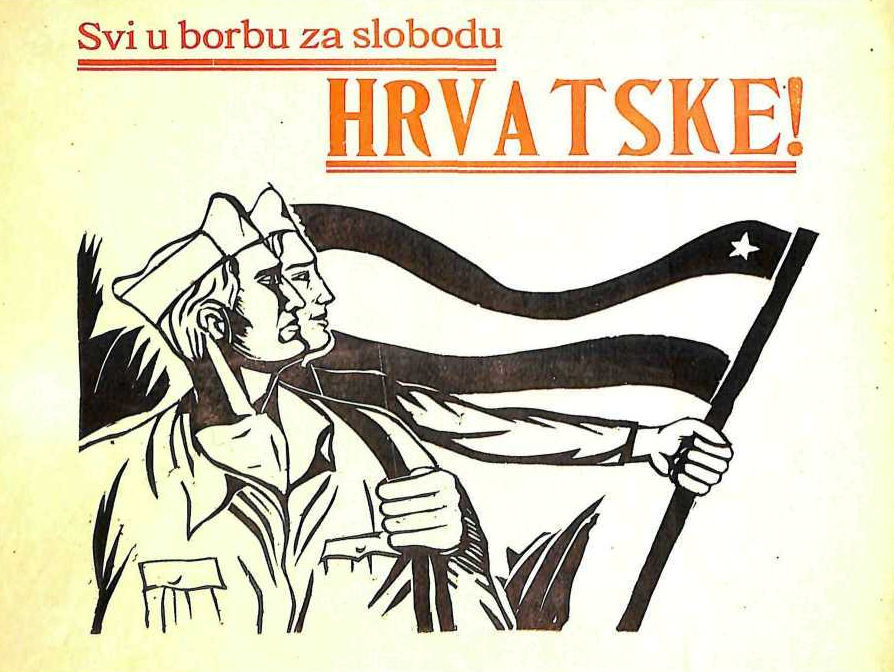
Пропагандистський плакат хорватських партизанів

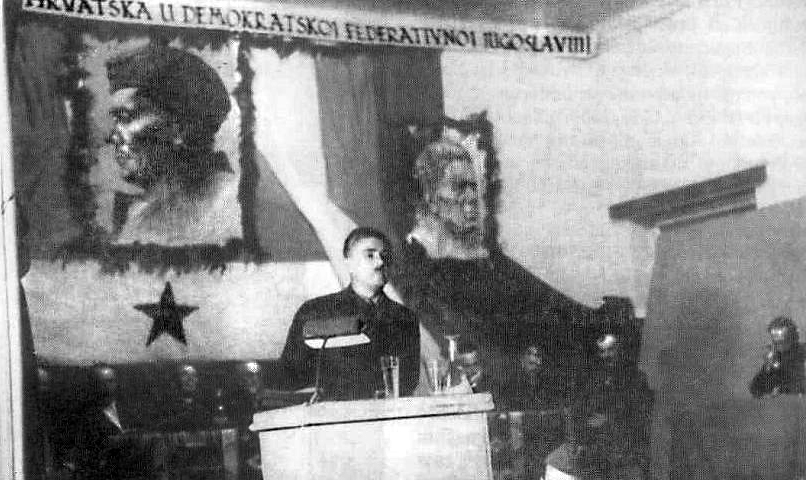
Андрія Хебранг виступає на Третій сесії ЗАВНОХ у Топуському

- 20 вересня 1943 Виконавчий комітет ЗАВНОХ ухвалив рішення про повернення Істрії, Задара, Цреса, Ластово та інших частин Хорватії, якими свого часу Незалежна Держава Хорватія поступилася на користь фашистської Італії.
- До переїзду в Загреб 20 травня 1945 року ЗАВНОХ із 31 грудня 1944 по 13 травня 1945 року діяв у місті Шибеник.
- Перший Народний уряд Хорватії (на чолі з Владимиром Бакаричем) було засновано на позачерговій сесії президії ЗАВНОХ, яка відбулася 14 квітня 1945 у Спліті.

## Значення
У Соціалістичній Республіці Хорватія з 1982 до 1990 року 14 червня розглядалося як День ЗАВНОХ (хорв. Dan Zavnoha).
Рішення ЗАВНОХ мали вирішальне і далекосяжне значення для захисту  хорватської державності та стали конституційно-правовою основою сучасної Республіки Хорватія, яка у своїй першій Конституції чітко зазначила, що в основу її державності у часи Другої світової війни було покладено народно-визвольну боротьбу та рішення Державної антифашистської ради народного визволення Хорватії про створення Федеральної Держави Хорватія, на противагу проголошенню Незалежної Держави Хорватія.
Виражаючи тисячолітню національну самобутність та державну безперервність хорватського народу, підтверджену в сукупності історичних подій різними формами державності та підтриманням і розвитком державотворчої думки про історичне право хорватського народу на повний державний суверенітет, що проявилося:
[...]
у закладанні основ державного суверенітету в добу Другої світової війни, що знайшло своє вираження навперекір проголошенню Незалежної Держави Хорватія (1941 р.) у рішеннях Державної антифашистської ради народного визволення Хорватії (1943 р.), а потім у Конституції Народної Республіки Хорватія (1947 р.). і пізніше в конституціях Соціалістичної Республіки Хорватія (1963—1990), у переломний історичний момент відмови від комуністичної системи та змін міжнародного порядку в Європі, хорватський народ на перших демократичних виборах (року 1990) вільним волевиявленням підтвердив свою тисячолітню державну самобутність— Першооснови Конституції Республіки Хорватія (Izvorišne osnove Ustava Republike Hrvatske)